# فرودگاه بندر جمعه
فرودگاه بندر جمعه (به انگلیسی: Friday Harbor Airport) یک فرودگاه همگانی بهره‌برداری هوایی با کد یاتا FRD است که یک باند فرود آسفالت دارد و طول باند آن ۱۰۳۷ متر است. این فرودگاه در کشور ایالات متحده آمریکا قرار دارد و در ارتفاع ۳۴ متری از سطح دریا واقع شده‌است.

## شرکت‌های هواپیمایی و مقصدهای پروازی

### مسافری
| شرکت‌های هواپیمایی   | مقصدهای پروازی                                              |
| ------------------- | ----------------------------------------------------------- |
| AlbionAir           | ایالت اورورا                                                |
| کنمور ایر           | Roche Harbor، صحرایی بویینگ، پایگاه آب‌نشین کنمور            |
| سن خوان ایرلاینز    | اناکورتز، بلینگهم، جزیره لوپز، جزیره اورکاس، تافینو، ونکوور |
| NorthStar Air Tours | ویکتوریا، جزیره اورکاس                                      |

### باری
| شرکت‌های هواپیمایی                     | مقصدهای پروازی |
| ------------------------------------- | -------------- |
| فدکس اکسپرس اجرا توسط Empire Airlines | سیاتل-تاکوما   |